# Pip Torrens
Philip Dean Torrens (Bromley, Kent, 2 de junio de 1960), más conocido como Pip Torrens, es un actor de cine y televisión británico. Pip es mayormente conocido por su papel de Tommy Lascelles en la serie original de Netflix The Crown, además de interpretar grandes papeles en Poldark y Versalles. Torrens también ha ganado reconocimiento por roles secundarios en grandes producciones como La dama de hierro, Caballo de batalla, Star Wars: el despertar de la Fuerza o La chica danesa.

## Vida y carrera
Nacido en Bromley (Kent) y educado en Bloxham School (Oxfordshire), Pip Torrens estudió Literatura en lengua inglesa en la Trinity College (Cambridge) para posteriormente formarse artísticamente en la Drama Studio London y así poder ejercer en el mundo de la interpretación.
Torrens ha participado en grandes obras televisivas como Juegos de Adultos, dos episodios de Jeeves and Wooster, dos episodios de Doctor Who (Naturaleza humana/La familia de sangre), The Brittas Empire, Green Wing, Silk, El inspector general, The Last Detective y en varios episodios de The Bill (2001). También ha logrado cierto reconocimiento por sus intervenciones en First Direct junto al actor británico Matthew King y en Maigret (1992) junto a Michael Gambon.
En 2011 apareció en el programa de televisión Outnumbered para un especial; en 2012 en La movida como Heinz Zimmerman; en el show televisivo llamado The Devil's Dinner Party (2013), además de aparecer brevemente en un episodio de Crimen en el Paraíso el mismo año.
Sus apariciones en películas incluyen El mañana nunca muere (1997) como el capitán del HMS Bedford y la película de 2001 To End All Wars.
Torrens debutó en el mundo de los videojuegos el año 2019 en la popular obra antológica de terror titulada The Dark Pictures Anthology (Supermassive Games), siendo uno de los personajes principales y más importantes de la misma: El Conservador.

## Filmografía
| Cine        | Cine                                                                 | Cine                                        | Cine                                                                                              |
| Año         | Título                                                               | Personaje                                   | Notas                                                                                             |
| ----------- | -------------------------------------------------------------------- | ------------------------------------------- | ------------------------------------------------------------------------------------------------- |
| 1984        | Oxford Blues                                                         | Ian                                         | Rol debut                                                                                         |
| 1986        | Lady Jane                                                            | Thomas                                      |                                                                                                   |
| 1988        | Un puñado de polvo                                                   | Jock                                        |                                                                                                   |
| 1989        | How to Get Ahead in Advertising                                      | Jonathan                                    |                                                                                                   |
| 1989        | Bearskin: An Urban Fairytale                                         | Gemelos de Oro                              |                                                                                                   |
| 1990        | Mountains of the Moon                                                | Teniente Hesketh                            |                                                                                                   |
| 1990        | Eminent Domain                                                       | Anton                                       |                                                                                                   |
| 1991        | Objeto de Seducción                                                  | Evaluador de Arte                           |                                                                                                   |
| 1992        | Juego de Patriotas                                                   | Ayudante #1 del Sr. North                   |                                                                                                   |
| 1993        | Lo que queda del día                                                 | Dr. Carlisle                                |                                                                                                   |
| 1997        | El mañana nunca muere                                                | Capitán (HMS Bedford)                       |                                                                                                   |
| 1999        | El gran farol                                                        | Simon Jones                                 |                                                                                                   |
| 2001        | To End All Wars                                                      | Teniente Foxworth                           |                                                                                                   |
| 2001        | Revelation                                                           | Profesor Claxton                            |                                                                                                   |
| 2001        | El masajista místico                                                 | Gobernador                                  |                                                                                                   |
| 2001        | All the Queen's Man                                                  | Mayor británico                             |                                                                                                   |
| 2005        | Orgullo y Prejuicio                                                  | Mayordomo de Netherfield                    |                                                                                                   |
| 2005        | Valiant                                                              | Lofty                                       | Voz                                                                                               |
| 2007        | The Mark of Cain                                                     | Coronel Hampton                             |                                                                                                   |
| 2007        | Inundación                                                           | Oficial del Ejército                        |                                                                                                   |
| 2008        | Una familia con clase                                                | Sr. Hurst                                   |                                                                                                   |
| 2009        | Dorian Gray                                                          | Víctor                                      |                                                                                                   |
| 2009        | St. Trinian's 2: La leyenda del oro de Fritton                       | Heathcoat Parker                            |                                                                                                   |
| 2011        | Mi Semana con Marilyn                                                | Sr. Kenneth Clark                           |                                                                                                   |
| 2011        | Caballo de Batalla                                                   | Mayor Tompkins                              |                                                                                                   |
| 2011        | Love's Kitchen                                                       | Oficial de salud y seguridad                |                                                                                                   |
| 2011        | La Dama de Hierro                                                    | Ian Gilmour                                 |                                                                                                   |
| 2011        | Largo Winch II: Conspiración en Birmania                             | Invitado                                    |                                                                                                   |
| 2012        | Anna Karenina                                                        | Príncipe Shcherbatsky                       |                                                                                                   |
| 2012        | Gambit                                                               | Empleado de escritorio de Saboya            |                                                                                                   |
| 2012        | Bel Ami                                                              | Mayordomo Paul                              |                                                                                                   |
| 2012        | The Scapegoat                                                        | George                                      |                                                                                                   |
| 2013        | The Guest                                                            | Frank                                       | Cortometraje                                                                                      |
| 2013        | Drone Strike                                                         | Comandante                                  |                                                                                                   |
| 2014        | Primavera en Normandia                                               | Rankin                                      |                                                                                                   |
| 2014        | Effie Gray                                                           | Periodista                                  |                                                                                                   |
| 2015        | La Chica Danesa                                                      | Dr. Hexler                                  |                                                                                                   |
| 2015        | Star Wars: El Despertar de la Fuerza                                 | Coronel Kaplan                              |                                                                                                   |
| 2016        | Kids in Love                                                         | Graham                                      |                                                                                                   |
| 2017        | El instante más oscuro                                               | Productor de la BBC                         |                                                                                                   |
| 2018        | Blackwood                                                            | Profesor Farley                             |                                                                                                   |
| 2018        | Mowgli: La leyenda de la selva                                       | Coronel Hathi                               |                                                                                                   |
| 2019        | The Aftermath                                                        | General Brook                               |                                                                                                   |
| Televisión  |                                                                      |                                             |                                                                                                   |
| Año         | Título                                                               | Personaje                                   | Notas                                                                                             |
| 1987        | La pequeña Dorrit                                                    | Henry Gowan                                 | Película televisiva                                                                               |
| 1987        | The Lenny Henry Show                                                 | Monkhouse                                   | 6 episodios                                                                                       |
| 1989        | The Nightmare Years                                                  | Mayor Radford                               | 4 episodios                                                                                       |
| 1989        | Voice of the Heart                                                   | Kim Cunningham                              | Película televisiva                                                                               |
| 1989        | Camino del Héroe                                                     | Bluntschli                                  | BBC                                                                                               |
| 1991        | Chimera                                                              | Windeler                                    | 3 episodios                                                                                       |
| 1991        | Performance                                                          | Nigel Childs                                | Episodio: "Infierno absoluto"                                                                     |
| 1991-2006   | Agatha Christie's Poirot                                             | Señor rico/Jeremy Cloade                    | Episodios: "El misterio del cofre español" y "Tomado en el diluvio"                               |
| 1992        | Las aventuras del joven Indiana Jones                                | Howard Carter                               | Episodios: "El joven Indiana Jones y la maldición del Chacal" y "El tesoro del ojo del pavo real" |
| 1992        | Van der Valk                                                         | Michael de Groot                            | Episodio: "Aguas tranquilas"                                                                      |
| 1992        | Medics                                                               | Jonathan Witley                             | Episodio: "#2.1"                                                                                  |
| 1992-1993   | Jeeves and Wooster                                                   | Bingo                                       | Episodios: "Camarada Bingo" y "Se busca el novio"                                                 |
| 1993        | Lovejoy                                                              | Christian Shotley                           | Episodio: "Vuela la bandera"                                                                      |
| 1993        | To Play the King                                                     | Andrew Harding                              | 3 episodios                                                                                       |
| 1993        | Minder                                                               | Muldier                                     | Episodio: "El gran Trilby"                                                                        |
| 1993        | Maigret                                                              | Jefe Comisionado                            | Episodio: "Maigret a la defensiva"                                                                |
| 1994        | A Dark-Adapted Eye                                                   | Chad                                        | 2 episodios                                                                                       |
| 1994        | The Brittas Empire                                                   | John Rawlinson                              | Episodio: "Llamando a Bruselas"                                                                   |
| 1995        | Kavanagh QC                                                          | Miles Petersham                             | Episodio: "Nada más que la verdad"                                                                |
| 1995        | The Adventures of Young Indiana Jones: Treasure of the Peacock's Eye | Howard Carter                               | Película televisiva                                                                               |
| 1995        | Hamish Macbeth                                                       | Miles Petersham                             | Episodio: "Nada más que la verdad"                                                                |
| 1995-2007   | The Bill                                                             | Varios personajes                           | 5 episodios                                                                                       |
| 1996        | The Ruth Rendell Mysteries                                           | Michael Quinn                               | 2 episodios                                                                                       |
| 1996        | Tales from the Crypt                                                 | Gordon                                      | Episodio: "Sobre la cara"                                                                         |
| 1997        | Crime Traveller                                                      | Carter                                      | Episodio: "Una muerte en la familia"                                                              |
| 1997        | Bodyguards                                                           | Robert Ferguson                             | 6 episodios                                                                                       |
| 1997        | Soldier Soldier                                                      | Mayor Lawrence Brownham                     | 2 episodios                                                                                       |
| 1997        | Incógnito                                                            | Abogado Defensor                            |                                                                                                   |
| 1998        | The Unknown Soldier                                                  | Mayor Stephen Phelps                        | Película televisiva                                                                               |
| 1999        | Murder Most Horrid                                                   | Presentador                                 | Episodio: "Elvis, Jesús y Zack"                                                                   |
| 1999        | Big Bad World                                                        | Hugh                                        | Episodio: "Sé amable con la gente elegante"                                                       |
| 1999        | Pure Wickedness                                                      | Dr. Phil Gold                               | 3 episodios                                                                                       |
| 1999        | Peak Practice                                                        | Harry Kenyon                                | 2 episodios                                                                                       |
| 2000        | Lorna Doone                                                          | Coronel Kirke                               | Película televisiva                                                                               |
| 2000        | Black Cab                                                            | James                                       | Episodio: "Cuerpo ocupado"                                                                        |
| 2001        | Office Gossip                                                        | Mark Spenser                                | Episodio: "Avanzando"                                                                             |
| 2001        | Shackleton                                                           | James McIIroy                               | Película televisiva                                                                               |
| 2002        | Sunday                                                               | Inquiry lawyer                              | Película televisiva                                                                               |
| 2002        | Ted and Alice                                                        | Dr. Handford                                | 3 episodios                                                                                       |
| 2002        | Believe Nothing                                                      | Le Fanu                                     | Episodio: "Hazte rico rápidamente"                                                                |
| 2002        | Dead Gorgeous                                                        | Rex Ballard                                 | Película televisiva                                                                               |
| 2002        | The Project                                                          | Oficial                                     | Película televisiva                                                                               |
| 2002        | TLC                                                                  | Sr. Copperfield                             | Episodio: "Mantenerse despierto"                                                                  |
| 2002        | Darwin's Daughter                                                    | Charles Darwin                              | Película televisiva                                                                               |
| 2002        | The Many Lives of Albert Walker                                      | Sam                                         | Película televisiva                                                                               |
| 2003        | At Home with the Braithwaites                                        | Sr. Brondby                                 | Episodio: "#4.6"                                                                                  |
| 2003        | La fuerza del Amor                                                   | Peter Viner/Cardiólogo                      | Episodio: "A mi manera"                                                                           |
| 2003        | Trial & Retribution                                                  | Richard Lawson                              | Episodio: "Sospecha: Parte 2"                                                                     |
| 2003        | Second Nature                                                        | Frank                                       | Película televisiva                                                                               |
| 2003        | Seven Wonders of the Industrial World                                | Dr. John Snow                               | Episodio: "El rey de las alcantarillas"                                                           |
| 2003        | Charles II: The Power and the Passion                                | Charles Hart                                | Episodio: "Episodio #1.3"                                                                         |
| 2003        | Gifted                                                               | Richard Neilson                             | Película televisiva                                                                               |
| 2004        | Red Cap                                                              | Mayor Tim Garvey                            | Episodio: "Traicionado"                                                                           |
| 2004        | Casualty                                                             | Tom Price                                   | Episodio: "Mundo equivocado: Parte 1"                                                             |
| 2004        | Messiah: The Promise                                                 | Warmseley                                   | 2 episodios                                                                                       |
| 2004        | Rosemary & Thyme                                                     | Donald Westward                             | Episodio: "Por el sendero del jardín"                                                             |
| 2004        | When I'm 64                                                          | Director                                    | Película televisiva                                                                               |
| 2004        | My Dad's the Prime Minister                                          | Editor                                      | Episodio: "Diarios"                                                                               |
| 2004        | Miss Marple de Agatha Christie                                       | Noël Coward                                 | Episodio: "4:50 de Paddington"                                                                    |
| 2004-2008   | Wire in the Blood                                                    | Brennan/Harrison                            | 3 episodios                                                                                       |
| 2005        | Rome                                                                 | Lucius Tullius Cimber                       | Episodio: "Calendas de febrero"                                                                   |
| 2005        | Broken News                                                          | Sam French                                  | 6 episodios                                                                                       |
| 2005        | The Commander                                                        | Les Branton                                 | 2 episodios                                                                                       |
| 2005        | A View from a Hill                                                   | Escudero Richards                           | Película televisiva                                                                               |
| 2005        | El Club de los Canallas                                              | Profesor de Inglés                          | Episodio: "El polluelo y el tipo peludo"                                                          |
| 2005        | El inspector general                                                 | John Scarlett                               | Película televisiva                                                                               |
| 2005        | No Angels                                                            | Dr. Templar                                 | Episodio: "#2.8"                                                                                  |
| 2005        | The Last Detective                                                   | Capitán Boyden                              | Episodio: "Camino a la gloria"                                                                    |
| 2005        | Ian Fleming: Bondmaker                                               | Noël Coward                                 | Película televisiva                                                                               |
| 2005        | Class of '76                                                         | Supt Flood                                  | Película televisiva                                                                               |
| 2006        | Ancient Rome: The Rise and Fall of an Empire                         | Olympius                                    | Episodio: "La caída de Roma"                                                                      |
| 2006        | Green Wing                                                           | Neurocirujano                               | 2 episodios                                                                                       |
| 2006        | The Chatterley Affair                                                | Mervyn Griffith-Jones                       | Película televisiva                                                                               |
| 2006        | The Path to 9/11                                                     | Paul Kessler                                | 2 episodios                                                                                       |
| 2006        | Rebus                                                                | Andrew Hammill                              | Episodio: "Déjalo sangrar"                                                                        |
| 2006        | Spooks                                                               | Charles Lee                                 | Episodio: "5.8"                                                                                   |
| 2006        | Missing                                                              | Derek Mailer                                | 2 episodios                                                                                       |
| 2006        | Dresden                                                              | Saundby                                     | Película televisiva                                                                               |
| 2006        | Pinochet in Suburbia                                                 | Michael Caplan                              | Película televisiva                                                                               |
| 2007        | Waking the Dead                                                      | Dennis Holland                              | 2 episodios                                                                                       |
| 2007        | Doctor Who                                                           | Rocastle                                    | 2 episodios                                                                                       |
| 2007        | Lewis                                                                | Malcolm Croft                               | Episodio: "Expiación"                                                                             |
| 2007        | The Bad Mother's Handbook                                            | Dr. Gale                                    | Película televisiva                                                                               |
| 2007        | The Chase                                                            | Hubert Bryce-Jones                          | Episodio: "2.10"                                                                                  |
| 2007        | Juegos de Adultos                                                    | Frances Graham Harrison                     | Película televisiva                                                                               |
| 2007        | Silent Witness                                                       | Richard Tate                                | 2 episodios                                                                                       |
| 2007        | Miss Austen Regrets                                                  | Edward Austen Knight                        | Película televisiva                                                                               |
| 2008        | Queen Victoria's Men                                                 | Charles Greville                            | Película televisiva                                                                               |
| 2009        | Heartbeat                                                            | James Moncrieff                             | Episodio: "Dulce pena"                                                                            |
| 2009        | Breaking the Mould                                                   | Locutor de Radio                            | Película televisiva                                                                               |
| 2009        | U Be Dead                                                            | Peter Higginson                             | Película televisiva                                                                               |
| 2009        | Collision                                                            | Comisionado Fraser                          | Episodio: "Episodio 1"                                                                            |
| 2010        | Secret Diary of a Call Girl                                          | Edward                                      | Episodio: "Episodio 3.1""                                                                         |
| 2010-2016   | Midsomer Murders                                                     | Capitán del grupo Jeremy Ford/Fergal Jenner | 2 episodios                                                                                       |
| 2011        | The Promise                                                          | Mayor John Arbuthnot                        | 4 episodios                                                                                       |
| 2011        | Outnumbered                                                          | Armitage                                    | 2 episodios                                                                                       |
| 2011-2014   | Silk                                                                 | HHJ Maikin                                  | 4 episodios                                                                                       |
| 2011-2014   | Law & Order: UK                                                      | Philip Nevins                               | 5 episodios                                                                                       |
| 2012        | Hustle                                                               | Heinz Zimmermann                            | Episodio: "Dedo de oro"                                                                           |
| 2012        | Whitechapel                                                          | Travis Underwood                            | Episodio: "Caso dos (Parte 2)"                                                                    |
| 2012        | The Hollow Crown                                                     | Thomas de Mowbray                           | Episodio: "Henry IV, Parte 2"                                                                     |
| 2012        | The Fall of Singapore: The Great Betrayal                            | Oficial                                     | Película televisiva                                                                               |
| 2012        | One Night                                                            | Sr. Lerner                                  | 3 episodios                                                                                       |
| 2012        | Switch                                                               | Sr. Piermont                                | Episodio: "Enfrentamiento del solsticio de verano"                                                |
| 2012        | Spy                                                                  | Crispin                                     | Episodio: "Nombre en clave: Doble Oh"                                                             |
| 2013        | Sí, ministro                                                         | Jeremy Burnham                              | Episodio: "El cáliz envenenado"                                                                   |
| 2013        | Crimen en el Paraíso                                                 | Guía                                        | Episodio: "# 2.4"                                                                                 |
| 2013        | Black Mirror                                                         | Philip Crane                                | Episodio: "El momento Waldo"                                                                      |
| 2013        | The Lady Vanishes                                                    | Reverendo Kenneth Barnes                    | Película televisiva                                                                               |
| 2013        | Father Brown                                                         | Geoffrey Bennett                            | Episodio: "El polvo del Diablo"                                                                   |
| 2013        | Breathless                                                           | Eric Smallwood                              | Episodio: "#2.1"                                                                                  |
| 2014        | Fleming: The Man Who Would Be Bond                                   | Esmond Rothermere                           | 4 episodios                                                                                       |
| 2014        | Inspector George Gently                                              | Brigadier Phillips                          | Episodio: "Suavemente con honor"                                                                  |
| 2014        | Salando el campo de batalla                                          | Jock Calderon                               | Película televisiva                                                                               |
| 2014        | Playhouse Presents: Marked                                           | Steve Brash                                 | Película televisiva                                                                               |
| 2014-2016   | Grantchester                                                         | Sr. Edward Kendall                          | 3 episodios                                                                                       |
| 2015        | Kampen om Tungtvannet                                                | John Skinner Wilson                         | 6 episodios                                                                                       |
| 2015        | Up the Women                                                         | Lawrence                                    | 3 episodios                                                                                       |
| 2015-2019   | Poldark                                                              | Cary Warleggan                              | 29 episodios                                                                                      |
| 2015-2017   | Versalles                                                            | Duque de Cassel                             | 17 episodios                                                                                      |
| 2016        | Hetty Feather                                                        | Reverendo Cranbourne                        | Episodios: "Cambios"                                                                              |
| 2016-2019   | The Crown                                                            | Tommy Lascelles                             | 17 episodios                                                                                      |
| 2017-2019   | Preacher                                                             | Herr Starr                                  | 33 episodios                                                                                      |
| 2018        | Patrick Melrose                                                      | Nicholas Pratt                              | Miniserie                                                                                         |
| 2018        | Death and Nightingales                                               | Maurice Fairbrother                         | Episodio: "Episodio #1.2"                                                                         |
| Videojuegos |                                                                      |                                             |                                                                                                   |
| Año         | Nombre                                                               | Personaje                                   | Notas                                                                                             |
| 2019        | The Dark Pictures: Man of Medan                                      | El Conservador                              | Voz/Captura de movimientos                                                                        |
| 2020        | The Dark Pictures: Little Hope                                       | El Conservador                              | Voz/Captura de movimientos                                                                        |
| 2022        | Elden Ring                                                           | Varré                                       | Voz                                                                                               |
| 2022        | Elden Ring                                                           | General Radahn                              | Voz                                                                                               |